# 邊緣隆背褐鱈
邊緣隆背褐鱈，為輻鰭魚綱鱈形目稚鱈科的其中一種，分布於東南太平洋西南大西洋阿根廷巴塔哥尼亞、西南太平洋澳洲東南部、紐西蘭海域，為深海魚類，深度可達1200公尺，體長可達24公分，棲息在底中層水域，生活習性不明。